# Löschwasser-Außenlastbehälter für Hubschrauber

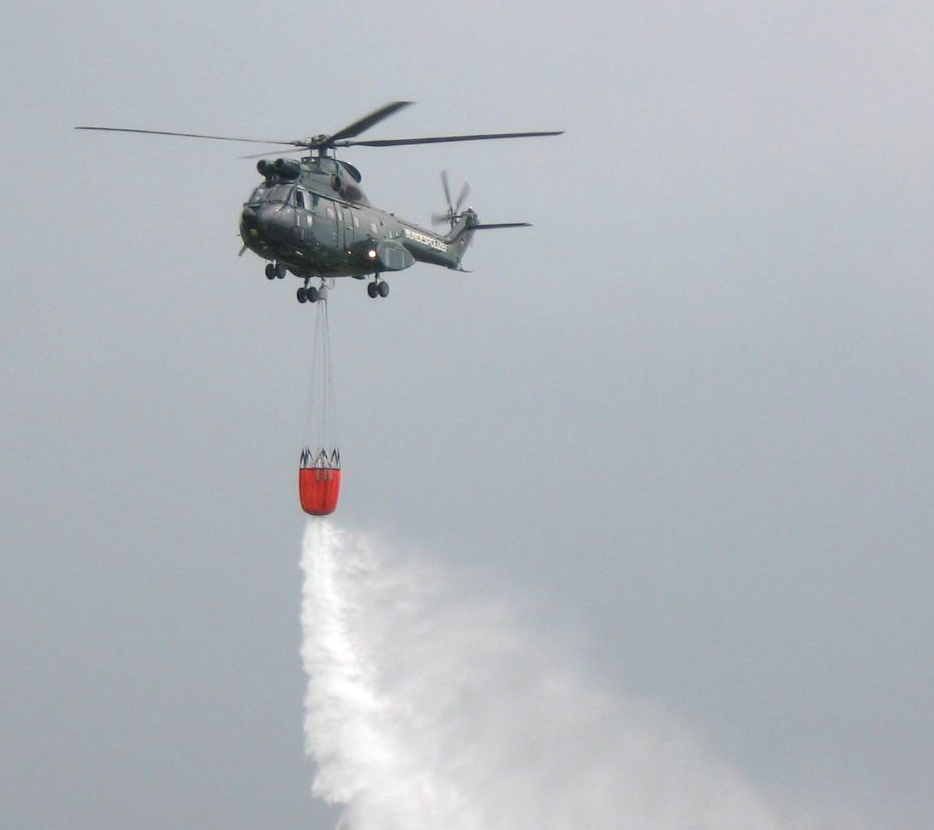
Eine Puma der Bundespolizei bei der Demonstration des Löschsystems

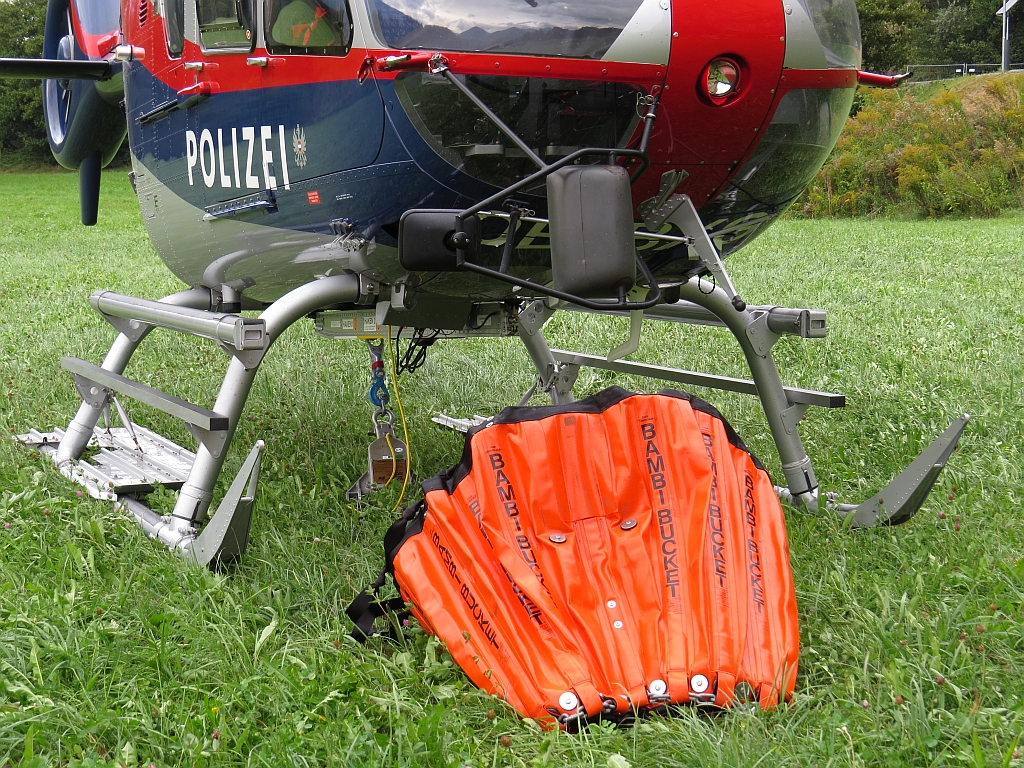
Löschwasserbehälter Bambi Bucket

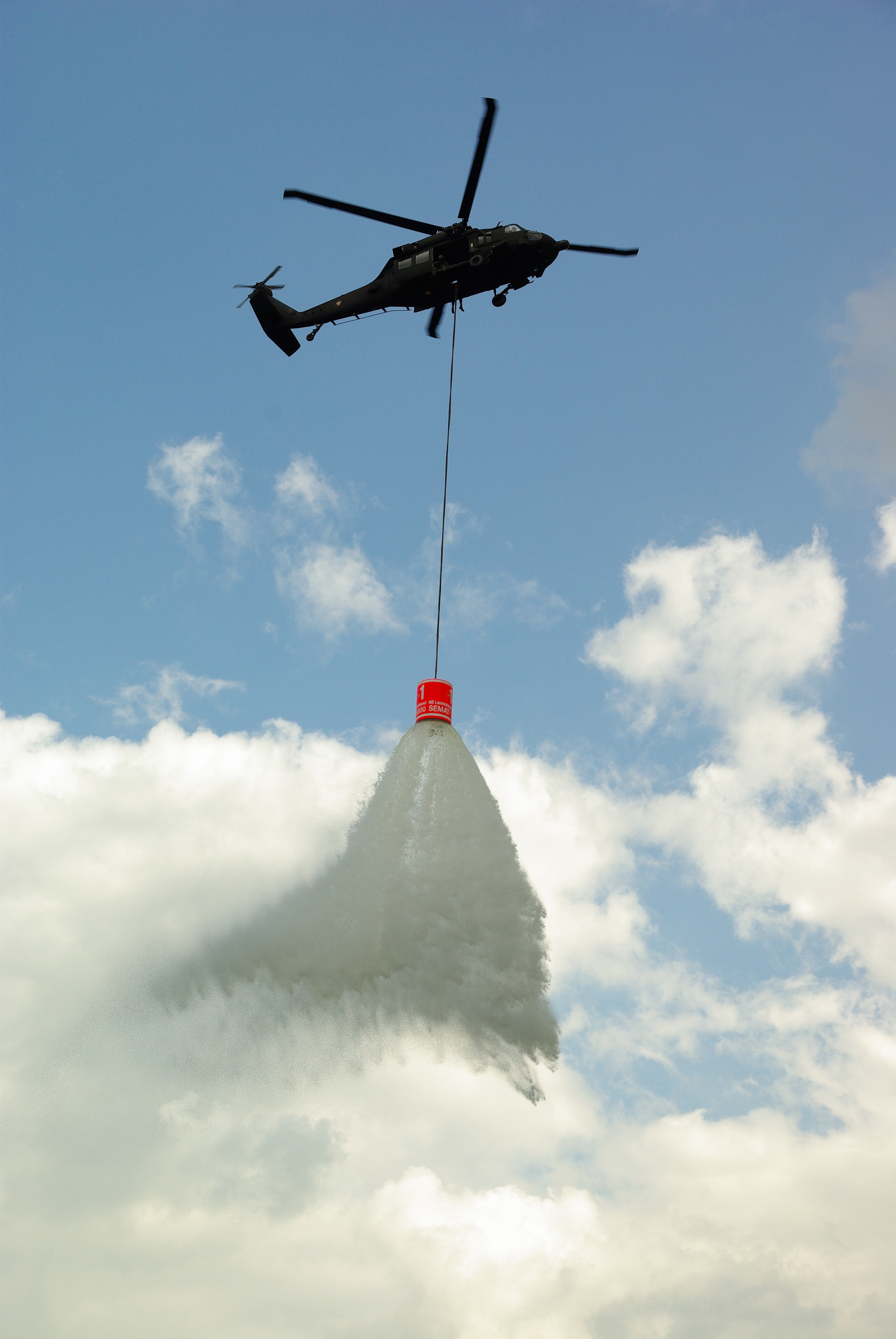
Sikorsky S-70 des österreichischen Bundesheeres beim Entleeren eines 3000 Liter Feuerlöschbehälters SEMAT „F“ 3000.

Löschwasser-Außenlastbehälter für Hubschrauber sind Behältnisse zur Aufnahme von Löschmitteln, die von einem Hubschrauber unter dem Rumpf mitgeführt werden. Sie dienen der Brandbekämpfung an schwer zugänglichen Stellen (z. B. Gebirge) sowie bei Flur- und Waldbränden. Bei der Brandbekämpfung aus der Luft wird das Löschmittel (meist Wasser) gezielt auf den Brand abgegeben.
Der Außenlastbehälter hat ein Bodenventil, welches vom Helikopter aus entweder mittels eines Seilzuges, über eine Druckluftleitung (z. B. beim Typ Smoky) oder über ein elektrisches Steuersignal (z. B. beim Bambi Bucket bzw. Semat) geöffnet wird. Die Wasseraufnahme erfolgt üblicherweise aus einem offenen Gewässer, kann aber auch durch Bodenkräfte (sogenannten Flughelfern) direkt aus Feuerwehrfahrzeugen (zum Beispiel Tanklöschfahrzeugen) mit Hilfe von Schläuchen erfolgen.

## Feste Behälter
Das deutsche Bundesland Niedersachsen veröffentlichte 1979 infolge des Heidebrands von 1975 die Technische Weisung Nr. 6 „Löschwasser-Außenlastbehälter für Hubschrauber“. Darin werden zwei Behältertypen beschrieben: Behälter I hat ein Fassungsvermögen von mindestens 800 Litern und ein Gesamtgewicht von maximal 1000 kg, Behälter II fasst mindestens 5000 l und wiegt höchstens 5500 kg. Für eine optimale Befüllung wird eine Wassertiefe von 1,2 bzw. 2 m vorausgesetzt. Sie lassen sich innerhalb von zehn Sekunden entleeren.
In Bayern sind 900-Liter-Behälter weit verbreitet, die bei 18 verschiedenen Feuerwehren untergebracht sind. Zudem sind dort weitere vier Löschwasser-Außenlastbehälter mit 5000 Liter Fassungsvermögen (2× Freiwillige Feuerwehr München, 2× Kreisbrandinspektion Bad Tölz-Wolfratshausen) verfügbar. Andere Bundesländer setzen hauptsächlich die großen Behälter (z. B. 3000 oder 5000 l) ein, die meist zentral gelagert werden.
Behälter mit einem Fassungsvermögen unter 1000 Litern können mit leichten Mehrzweckhubschraubern wie etwa Polizei- oder Rettungshubschraubern (z. B. Bell UH-1, Eurocopter EC 135, MBB/Kawasaki BK 117) eingesetzt werden. Für die schwereren Varianten bis 5000 Liter werden mittlere Transporthubschrauber benötigt, die hauptsächlich vom Militär eingesetzt werden, etwa die Typen Sikorsky CH-53 oder Super Puma.

## Faltbare Behälter (Bambi Bucket/Monsoon Bucket)

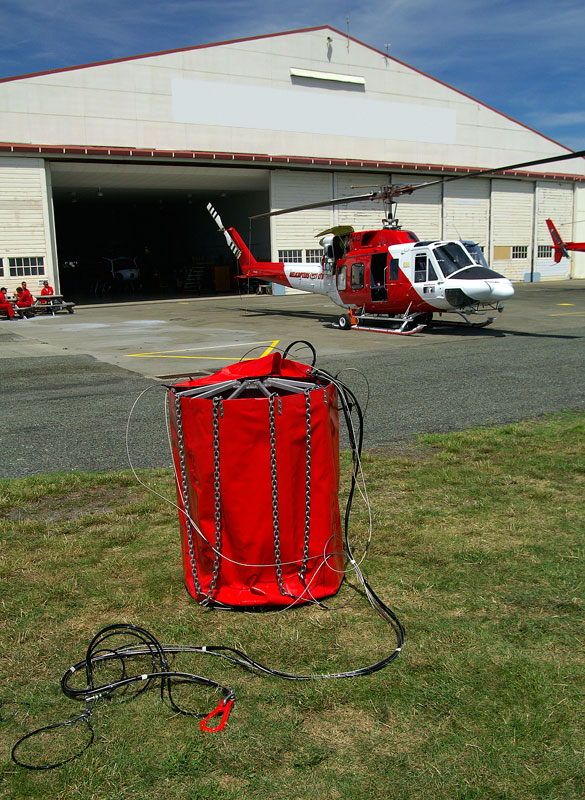
Ein faltbarer AFlex Monsoon Bucket Löschbehälter

Das von Don Arney erfundene System wird seit 1983 von SEI Industries in Kanada unter dem Produktnamen Bambi Bucket vertrieben. Im australisch-neuseeländischen Raum entwickelte A-Flex Technology mit dem Monsoon Bucket ein vergleichbares Produkt. Der Behälter eignet sich vor allem auch für den Einsatz in unzugänglichen Gebieten, da er vielfältig befüllt werden kann.
Die Hauptvorteile faltbarer Behälter sind das geringere Leergewicht sowie die geringere Wassertiefe (30 cm), die für die Befüllung benötigt wird. Der Behälter kann zudem Löschschaum aufnehmen, da das Material auch hinsichtlich der Beständigkeit verbessert wurde. Nachteilig ist die fehlende Robustheit verglichen mit Aluminiumbehältern. Auch ist es in der Regel nicht möglich, mit den Faltbehältern einen Sprühstrahl zu erzeugen, was eine erhöhte Löschwirkung und größere Flächenabdeckung mit sich bringt (siehe Fotos: oben Punktabwurf mit Bambi Bucket, unten Sprühstrahl mit Semat). Der Grund ist, dass ein stufenlos öffnender Auslass bzw. eine Prallplatte, welche das Wasser verteilt, fehlt. Dies führt auch dazu, dass der Behälter nur ganz voll oder leer und nicht mit Teilmengen an Wasser geflogen werden kann. Letzteres wäre aber als Anpassung an die sich verändernde Kraftstoffmenge und damit dem Höchstabfluggewicht, insbesondere bei kleineren Hubschraubern, ein Vorteil. Zurzeit gibt es mehr als zwanzig verschiedene Größen mit einem Fassungsvermögen von 270 bis 10.600 Litern.